# Drottningholm Slot
Drottningholm Slot (svensk: Drottningholms slott) er et svensk lystslot fra ca. 1750 på Lovön i Mälaren ved Stockholm. Det har været den kongelige regents private residens fra 1981.
Den svenske regents officielle residens er Stockholm Slot.

## Galleri
- Drottningholm Palace, set fra bagsiden.
- Slottets østvendte facade.
- Avenueen, der føre op til slottet.
- Slotshaven i barok stil er præget af symmetri.
- Slottet gengivet på gravering fra omkring år 1700.
- Slotshaven i engelsk stil.
- Den kinesiske pavillon.
- Den kinesiske pavillon (Kina Slott).
- Kongeligt springvand.